# 長坂昌國
長坂昌國（生年不詳－卒年不詳）是日本戰國時代的武將。甲斐武田氏家臣。父親是長坂釣閑齋國清（光堅）。武田信玄的奧近習六人眾之一。

## 略歷
生年不詳。仕於信玄的嫡男義信。永祿7年（1564年），與義信的傅役（後見）飯富虎昌、以及曾根周防守等密謀暗殺信玄，在事前敗露。永祿8年（1565年）6月，與虎昌等一同被處刑。義信自身被廢嫡並，两年后因病去世（「義信事件」。『甲陽軍鑑』）。

## 他說
在甲斐二宮美和神社的奉加帳中，被記錄與曾根等在永祿8年6月奉納太刀。一說這是『甲陽軍鑑』誤記了義信事件發生的時間，實際上應該是永祿8年7月。
另外一說因義信事件而被處刑（切腹）的不是昌國，而是父親的從弟清四郎勝繁。與父親同樣，在天正10年（1582年）的天目山之戰中自殺。